# Lasotka
Lasotka [laˈsɔtka] est un village polonais de la gmina d'Iłów dans le powiat de Sochaczew et dans la voïvodie de Mazovie.
Il se situe à environ 4 kilomètres au sud-ouest d'Iłów, à 19 kilomètres au nord-ouest de Sochaczew et à 70 kilomètres à l'ouest de Varsovie. 

Le village compte approximativement 110 habitants en 2006.